# 凛とチア。
『凛とチア。』（りんとチア。）は、山田シロ彦による日本の漫画作品。『週刊ヤングジャンプ』（集英社）にて、2017年31号から2018年23号まで連載された。

## 登場人物

### 主人公
春野凛太郎
桜華市立桜華高校に通う高校生。所属は1-D。チアリーディング部員。

### チアリーディング部
沢渡沙穂
チアリーディング部部長。2年生。
平田たまこ
1-E。部活紹介で凛太郎や沙穂の演技や笑顔を見て、アヤと共に入部する。
濱野アヤ
1-E。たまこの幼馴染。小学校のころはバレエをしていた。
京極真央
1-D。チア経験者。兄想い。
佐々木千尋
2年。内部分裂したチア部を辞めていたが、沙穂との関係を修復した後再入部する。

### 春野家
春野修斗
凛太郎の兄。手先が器用で、お菓子作りや裁縫が得意。少女趣味を持つ性同一性障害者であり、以前から自分の性別に疑問を抱いていた。凛太郎の協力もあり、チアの衣装を着て女装し、母に本当の自分を打ち明けるが拒絶され、それを理由に学校でもいじめの標的にされる。また、想いを寄せていた同級生の黒田に絶交される。その後、母を含む無理解な周囲の人々と決別すべく家出し、消息を絶つ。
修斗と凛太郎の母
名前は不明。夫（修斗と凛太郎の父）を早くに亡くし、女手ひとつで家庭を支えている。若いころはチアをしていた。「スポーツマンだった夫のように男らしく成長してほしい」という思いを抱きながら息子達を育てていたため、少女趣味を持つ修斗に嫌悪していた。さらには、女装した修斗の姿に激しく動揺した挙句、女として振る舞う修斗を罵倒し真っ向から拒絶した。以降、凛太郎の料理を「味が修斗の作る料理に似てる」と評価する等、精神を病んでしまっている。

### その他
黒田
修斗の同級生。修斗の親友だったが、後に絶交するようになる。
剛鎧大五郎
凛太郎のリフトの練習に時々付き合っていたクラスメイト。名前の通り重量級の男子。
京極宏樹
真央の兄。かつては「DOROPS」というチームでチアをしていた。
川村明人
凛太郎の同級生。京極に想いを寄せている。
藤原裕子
若葉テレビの記者。

## 書誌情報
- 山田シロ彦 『凛とチア。』 集英社〈ヤングジャンプ・コミックス〉、全4巻
  1. 2017年11月22日発行（11月17日発売[2]）、ISBN 978-4-08-890806-9
  2. 2017年12月24日発行（12月19日発売[3]）、ISBN 978-4-08-890829-8
  3. 2018年4月24日発行（4月19日発売[4]）、ISBN 978-4-08-891036-9
  4. 2018年6月24日発行（6月19日発売[5]）、ISBN 978-4-08-891046-8